# الصهريج (المغرب)
الصهريج هي جماعة قروية مغربية تقع شرق مدينة مراكش وتبعد عنها ب 100 كلم وغرب مدينة دمنات. المدينة تنتمي لإقليم قلعة السراغنة وتضم 14.165 نسمة (إحصاء 2004).